# Pteronotropis grandipinnis
Pteronotropis grandipinnis är en fiskart som först beskrevs av Jordan, 1877.  Pteronotropis grandipinnis ingår i släktet Pteronotropis och familjen karpfiskar. Inga underarter finns listade i Catalogue of Life.